# مقلوبة

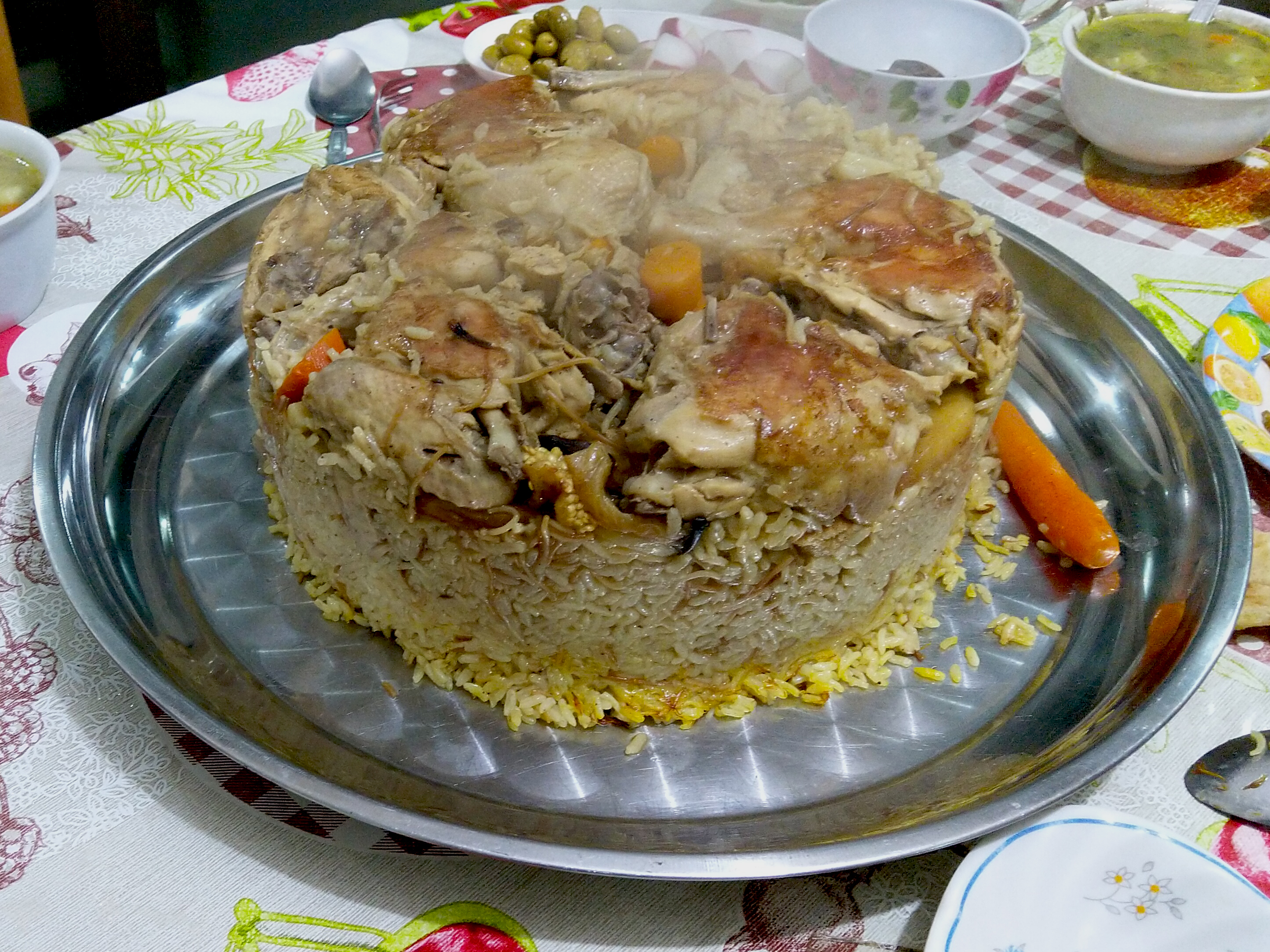
تتكون المقلوبة عادةً من اللحم مثل الدجاج والعجل والضأن والخروف، والأرز والخضار مثل البطاطا والجزر والباذنجان والقرنبيط والثوم. سُميَّت بالمقلوبة لأن الحشوة تكون أسفل القدر وبقلبها على الصينية تصبح محتوياتها في الأعلى. ولا يخفى أنها تمتاز بمذاق شهي ولذيذ.

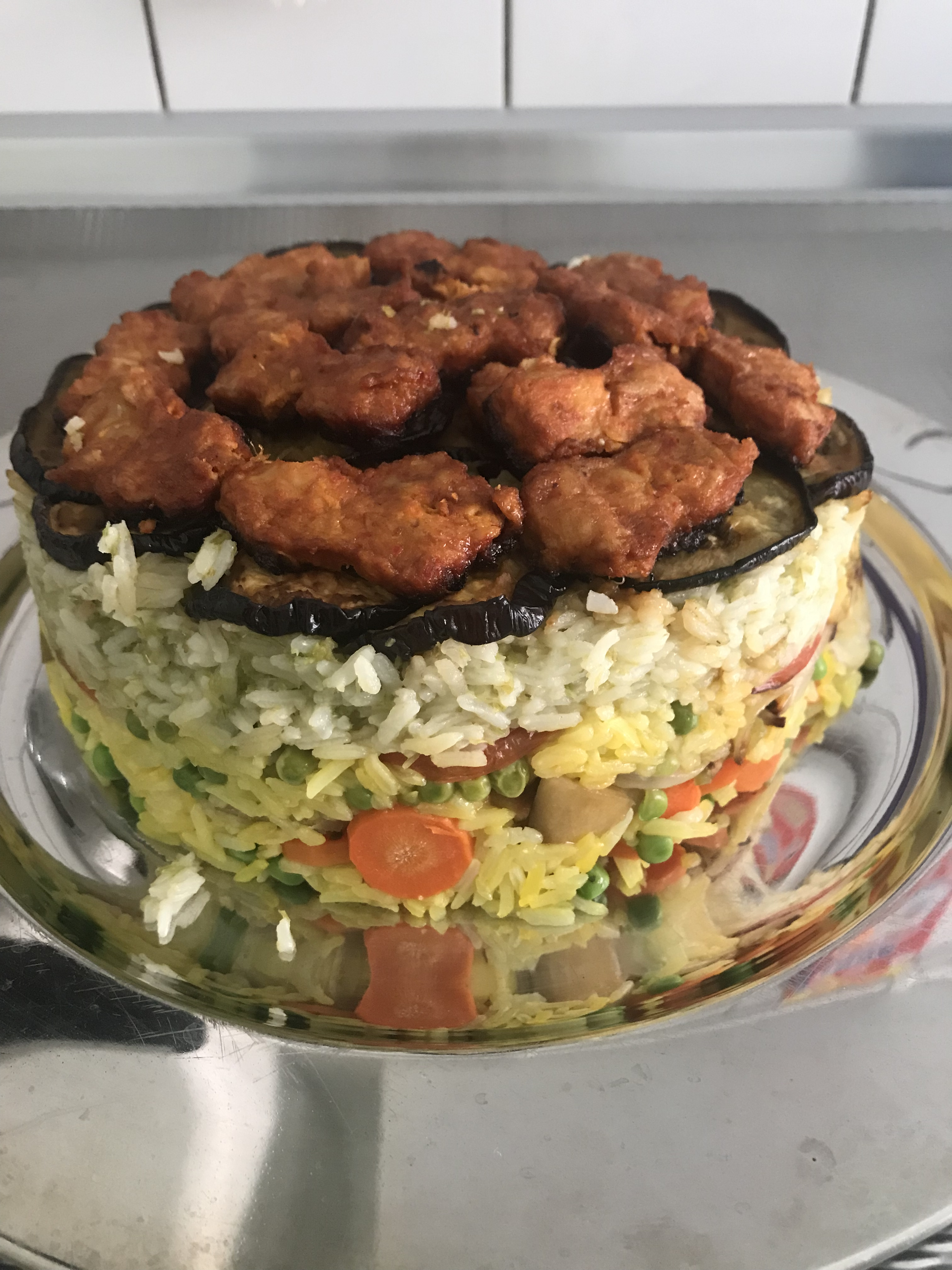
مقلوبة عراقية بلونين من الأرز مع اللحم والباذنجان والجزر والماش وإضافات أخرى.

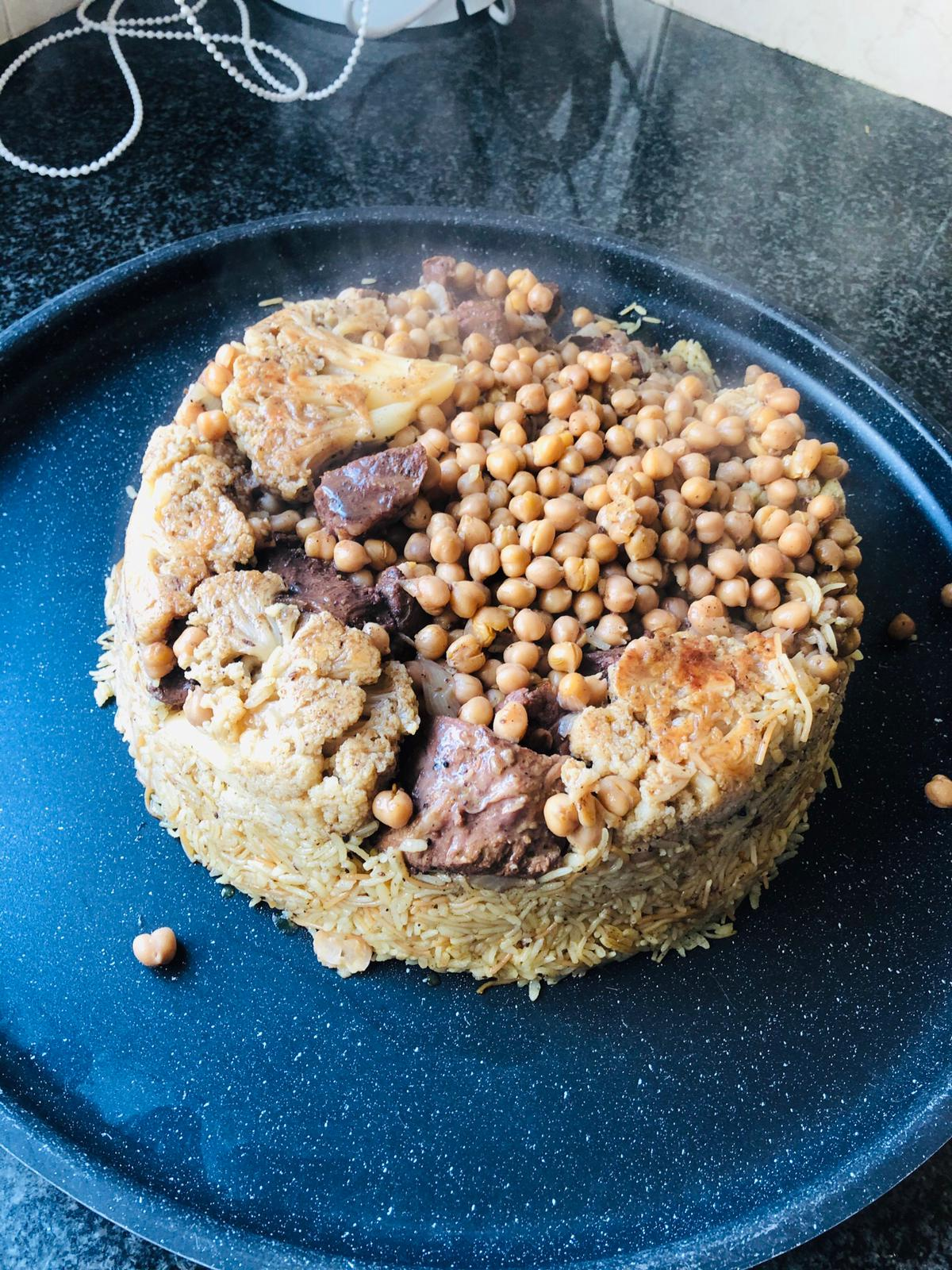
مقلوبة باللحم

المقلوبة (Maqluba) هي طبق رئيسي من الأطباق العربية الشعبية، من المطبخ الشامي والعراقي، يتكوّن من أرز مع خضار مقلية متنوعة، من ضمنها الباذنجان أو القرنبيط أو البطاطا أو الفول الأخضر، وقد يستخدم مزيج من هذه الخضروات، ويوضع معها اللحم كلحم الضأن أو الدجاج. وتقدم المقلوبة عادةً مع اللبن أو الزبادي أو السلطة العربية المكونة من الطماطم والخيار والبقدونس والخس وعصير الليمون. يعود أصل المقلوبة إلى فلسطين إلا أنها تشتهر أيضا في سورية والأردن والعراق.

## تاريخ المقلوبة
ترد وصفات مختلفة لعمل طبق اسمه المقلوبة من مراحل مختلفة من التاريخ، فتوجد وصفة بكتاب الطبيخ للبغدادي وكتاب الطبيخ لابن الورَّاق.
يُذكر في كتاب «تاريخ المطبخ المصري» عن أصل المقلوبة: «أكلة المقلوبة معروفة في الأردن وفلسطين ولبنان منذ زمنٍ بعيد، حيث أنها كانت تسمى (الباذنجانية) نسبةً إلى الباذنجان، إلى أن جاء يوم فتح مدينة القدس على يد القائد صلاح الدين الأيوبي ودخوله وجنوده المدينة، واحتفالًا بهذا النصر والفتح قام أهل مدينة القدس بتقديم الطعام إلى صلاح الدين وجنوده كعادة المسلمين في هذه المناسبات، عندما أكل صلاح الدين من أكلة (الباذنجانية) أعجبته كثيرًا فسأل عن اسم هذه الأكلة واصفًا إياها (الأكلة المقلوبة). حيث كان من العادة أن تقلب في أواني التقديم (الصواني) أمام الضيف فقيل له أنها تسمى الباذنجانية، ومن هنا جاء تسميتها (المقلوبة) كما أطلقه عليها صلاح الدين الأيوبي».

## طريقة تحضير المقلوبة بالدجاج

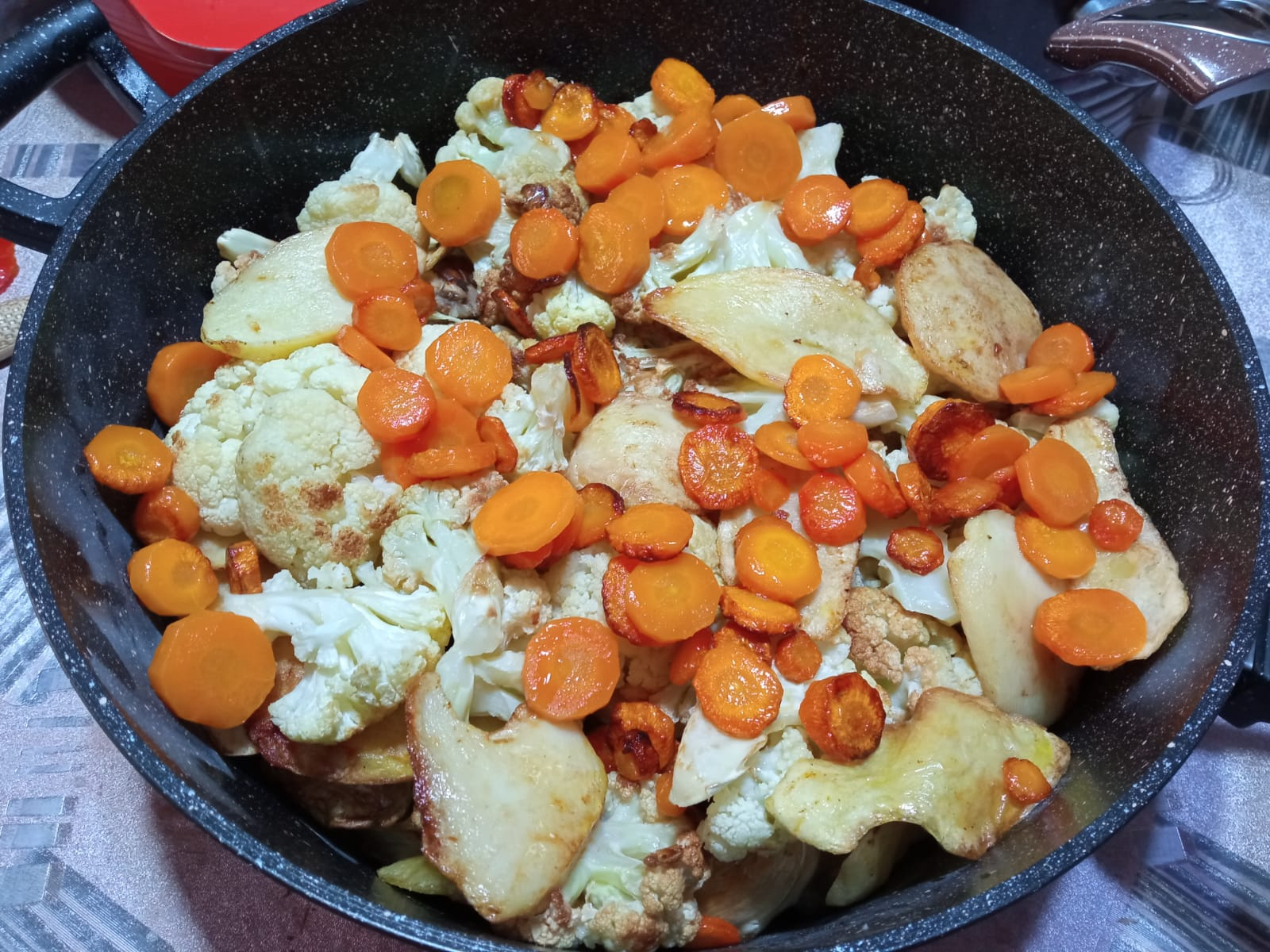
حشوة المقلوبة الفلسطينية

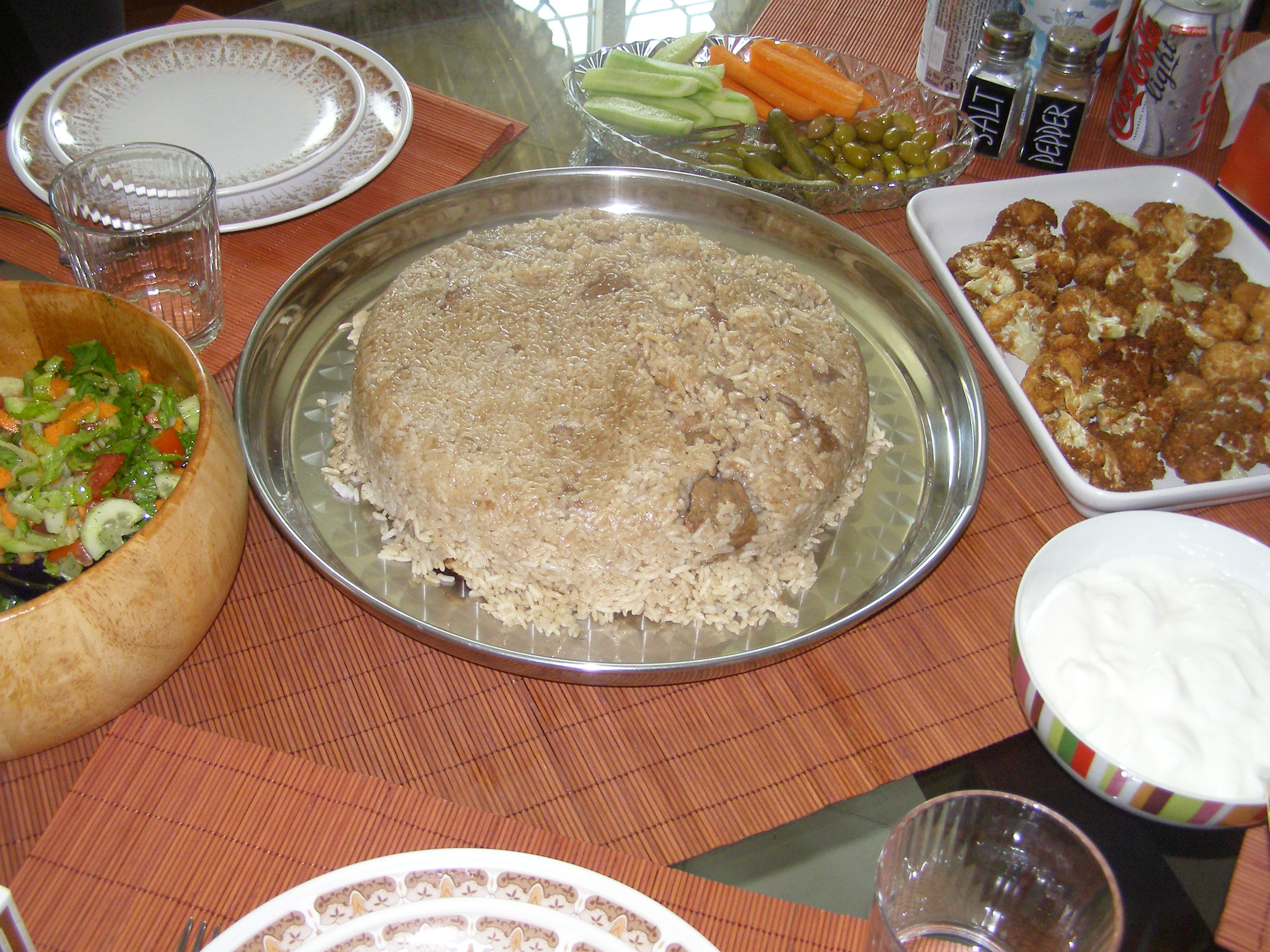
مقلوبة مع سلطة الخضار واللبن من مدينة رام الله فيفلسطين.

هناك طرق عديدة لتحضير المقلوبة تختلف باختلاف المنطقة والأذواق. يمكن الإشارة أن الاختلاف أساساً يرتبط بالمكونات وأنواع الخضروات التي يتم إضافتها إلى المقلوبة. وبشكل عام تحضر المقلوبة بالدجاج كما يلي:
- يتم تقطيع البصل بشكل قطع متوسطة ومن ثم إضافته إلى وعاء الطبخ، ويوضع عليه القليل من زيت الزيتون.
- يتم تحريك البصل على نار متوسطة مدة دقيقتان ومن ثم يضاف الدجاج أو اللحم حتى ينضج قليلاً مع الزيت والبصل. في هذه الفترة يضاف ملعقة ملح متوسطة وبهارات المقلوبة.
- بعد ذلك يضاف الماء في وعاء الطبخ من أجل أن يغلي الدجاج.
- في الوقت الذي يتم فيه غلي الدجاج يتم قلي الباذنجان أو القرنبيط (أو كما يقال في الأردن وفلسطين «الزهرة» ويكون لونها أبيض) بعد أن يتم تقطيعه إلى قطع متوسطة في الحجم وغسلها.
- بعد قلي القرنبيط يتم إضافته إلى الدجاج المغلي حيث يتم تغطيس القرنبيط في الماء حتى يغلي ويصبح طرياً.
- يمكن حسب الذوق إضافة الباذنجان والطماطم والبطاطا بعض قليها.
- يتم الغلي مع الخضروات لمدة 15 دقيقة.
- في النهاية يتم إضافة الأرز والذي تم نقعه في الماء مدة ساعة على الأقل.
- يتم غلي جميع المكونات حتى يجف الماء وينضج الأرز. وهذه خطوة مهمة حيث تكون حرارة جهاز الطبخ متوسطة في البداية ثم يتم تخفيضها إلى أقل درجه ممكنة.
- في النهاية يتم قلب المقلوبة في وعاء خاص.
- يمكن تحميص اللوز والصنوبر من أجل تزيين المقلوبة وإضافة طعم مميز.
- تقدم المقلوبة مع اللبن البارد أو السلطة.

## المعلومات الغذائية عن مقلوبة الباذنجان

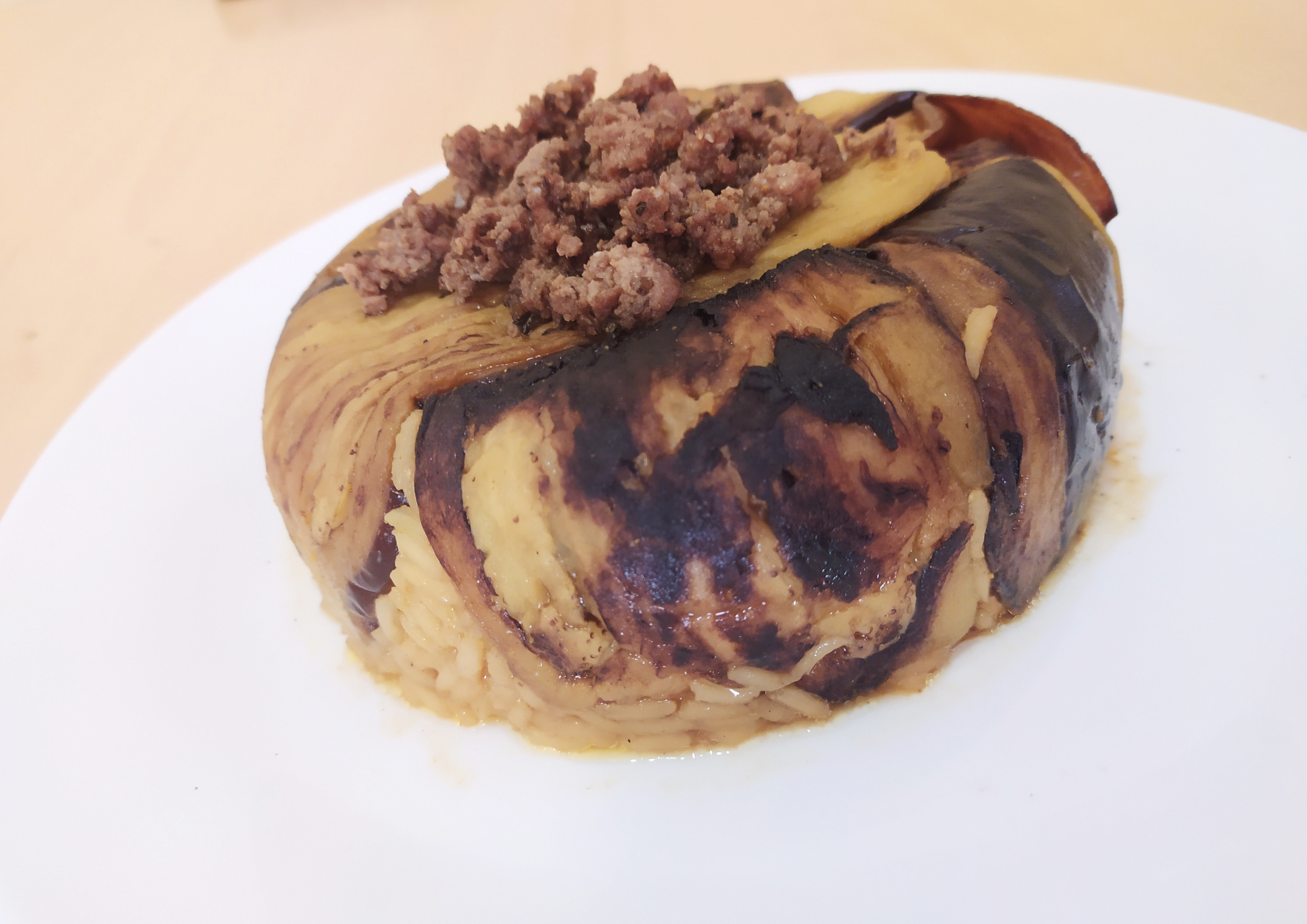
المقلوبة السورية باللحم والباذنجان.

تحتوي وجبة المقلوبة (350غ تقريباً) بحسب موقع شهية، على المعلومات الغذائية التالية:
- السعرات الحرارية: 640
- الدهون: 29
- الدهون المشبعة: 11
- الكوليسترول: 108
- الكاربوهيدرات: 55
- البروتينات: 39

مع العلم أن هذه الوصفة تحتوي على اللوز والصنوبر المحمّر